# Tercera División RFEF 2021-22 (Grupo XVI)
La temporada 2021-22 del Grupo XVI de la Tercera División RFEF de fútbol comenzó el 11 de septiembre de 2021 y finalizó el 1 de mayo de 2022. Posteriormente se disputó la promoción de ascenso entre el 8 y el 15 de mayo en su fase territorial, y el 22 de mayo en su fase nacional. Durante esta campaña era el quinto nivel de las Ligas de fútbol de España para los clubes de La Rioja, por debajo de la Segunda División RFEF y por encima de la Regional Preferente de La Rioja. Se trató de la primera edición bajo esta denominación después de la reestructuración de las categorías no profesionales por parte de la RFEF.

## Sistema de competición
Participan dieciséis clubes en un único grupo. Se enfrentan todos contra todos en dos ocasiones -una en campo propio y otra en campo contrario- durante un total de 30 jornadas. El orden de los encuentros se decide por sorteo antes de empezar la competición. La Federación de Fútbol de La Rioja es la responsable de designar las fechas de los partidos y los árbitros de cada encuentro, reservando al equipo local la potestad de fijar el horario exacto de cada encuentro.
Una vez finalizada la competición, el primer clasificado asciende directamente a Segunda División RFEF y se proclama campeón de Tercera RFEF.
Los clasificados entre el segundo y el quinto lugar disputan un Play Off territorial en formato de eliminatorias a partido único en sede neutral. En caso de empate el vencedor de la eliminatoria es el equipo mejor clasificado. El equipo vencedor de este Play Off se clasifica a la Promoción de ascenso a Segunda División RFEF que tiene carácter de final interterritorial.
Los últimos clasificados, por confirmar el número, descienden directamente a Regional Preferente de La Rioja. Hay que tener en cuenta que existía la obligación federativa de conformar la Tercera RFEF para la temporada siguiente, la 2022-2023, en un máximo de 16 equipos; por lo que el número de descensos en esta temporada será proporcional a las necesidades de la Territorial riojana para ajustarse a ese número de equipos. 
El sistema de competición y las consecuencias clasificatorias fueron aprobadas por la RFEF.

## Ascensos y descensos
Los equipos que mantuvieron la categoría en la última temporada de Tercera División participan en la primera edición de Tercera División RFEF. Las posiciones de descenso indicadas son las absolutas de grupo, no de subgrupos de permanencia.
| Pos. | Ascendidos a 2.ª División RFEF |
| ---- | ------------------------------ |
| 1.º  | Racing Rioja C. F.             |
| 2.º  | Náxara C. D.                   |
| 4.º  | U. D. Logroñés Promesas        |

| Pos. | Descendidos de 2.ª División B |
| ---- | ----------------------------- |
| 18.º | C. Haro Deportivo             |

| Pos. | Ascendidos de Regional Preferente |
| ---- | --------------------------------- |
| 2.º  | C. D. Cenicero                    |
| 3.º  | C. F. Rápid                       |

| Pos. | Descendidos a Regional Preferente |
| ---- | --------------------------------- |
| 17.º | C. D. Tedeón                      |
| 18.º | C. D. Pradejón                    |
| 19.º | Comillas C. F.                    |
| 20.º | C. P. Calasancio                  |
| 21.º | C. C. D. Alberite                 |
| 22.º | C. D. Villegas                    |

### Cambios de entrenadores
| Equipo | Entrenador (Jornadas) | Fecha de vacante | Tipo de salida | Posición en la tabla | Entrenador entrante | Fecha de nombramiento |
| ------ | --------------------- | ---------------- | -------------- | -------------------- | ------------------- | --------------------- |

## Participantes

### Información sobre los equipos participantes
| Equipo                 | Localidad                   | Estadio            | Capacidad |
| ---------------------- | --------------------------- | ------------------ | --------- |
| C.D. Agoncillo         | Agoncillo                   | San Roque          | 2.000     |
| C. D. Alfaro           | Alfaro                      | La Molineta        | 2.500     |
| C. D. Anguiano         | Anguiano                    | Isla               | 1.000     |
| C. D. Arnedo           | Arnedo                      | El Sendero         | 2.500     |
| Atlético River Ebro    | Rincón de Soto              | San Miguel         | 3.000     |
| Atlético Vianés        | Viana (Navarra)             | Municipal          | 500       |
| C. D. Berceo           | Logroño                     | La Isla            | 2.000     |
| C. D. Calahorra "B"    | Calahorra                   | La Planilla        | 4.500     |
| Casalarreina C. F.     | Casalarreina                | El Soto            | 400       |
| C. D. Cenicero         | Cenicero                    | Las Viñas          | 1.000     |
| C. D. F. C. La Calzada | Santo Domingo de la Calzada | El Rollo           | 300       |
| C. Haro Deportivo      | Haro                        | El Mazo            | 4.300     |
| S. D. Oyonesa          | Oyón (Álava)                | Oion Arena         | 1.500     |
| C. F. Rápid            | Murillo de Río Leza         | El Rozo            | 2.000     |
| C. D. Varea            | Varea                       | Municipal de Varea | 2.000     |
| Yagüe C. F.            | Logroño                     | El Salvador        | 1.000     |

| Agoncillo Alfaro Anguiano Arnedo At. River Ebro At. Vianés Berceo Calahorra B Casalarreina Cenicero La Calzada Haro Dep. Oyonesa Rápid Varea Yagüe |

## Clasificación
| Pos. | Equipo                 | Pts. | PJ | G  | E | P  | GF | GC | Dif. |                                                          |
| ---- | ---------------------- | ---- | -- | -- | - | -- | -- | -- | ---- | -------------------------------------------------------- |
| 1    | C. D. Arnedo (A, C)    | 68   | 30 | 20 | 8 | 2  | 62 | 25 | +37  | Ascenso a Segunda División RFEF y Copa del Rey           |
| 2    | C. D. Alfaro (A)       | 67   | 30 | 21 | 4 | 5  | 65 | 30 | +35  | Play-Offs Ascenso a Segunda División RFEF y Copa del Rey |
| 3    | C. D. Anguiano         | 62   | 30 | 18 | 8 | 4  | 61 | 22 | +39  | Play-Offs Ascenso a Segunda División RFEF y Copa RFEF    |
| 4    | C. D. Varea            | 59   | 30 | 17 | 8 | 5  | 59 | 36 | +23  | Play-Offs Ascenso a Segunda División RFEF                |
| 5    | Casalarreina C. F.     | 57   | 30 | 17 | 6 | 7  | 55 | 34 | +21  | Play-Offs Ascenso a Segunda División RFEF                |
| 6    | C. D. F. C. La Calzada | 56   | 30 | 17 | 5 | 8  | 43 | 23 | +20  |                                                          |
| 7    | S. D. Oyonesa          | 45   | 30 | 14 | 3 | 13 | 39 | 33 | +6   |                                                          |
| 8    | C. D. Calahorra "B"    | 44   | 30 | 13 | 5 | 12 | 58 | 44 | +14  |                                                          |
| 9    | C. D. Agoncillo        | 36   | 30 | 10 | 6 | 14 | 28 | 41 | −13  |                                                          |
| 10   | C. Haro Deportivo      | 35   | 30 | 9  | 8 | 13 | 37 | 34 | +3   |                                                          |
| 11   | Atlético River Ebro    | 33   | 30 | 10 | 3 | 17 | 36 | 48 | −12  |                                                          |
| 12   | C. D. Berceo           | 31   | 30 | 9  | 4 | 17 | 40 | 47 | −7   |                                                          |
| 13   | Atlético Vianés        | 31   | 30 | 8  | 7 | 15 | 42 | 57 | −15  |                                                          |
| 14   | Yagüe C. F.            | 31   | 30 | 8  | 7 | 15 | 38 | 53 | −15  |                                                          |
| 15   | C. F. Rápid (D)        | 16   | 30 | 4  | 4 | 22 | 24 | 88 | −64  | Descenso a Regional Preferente                           |
| 16   | C. D. Cenicero (D)     | 5    | 30 | 1  | 2 | 27 | 10 | 82 | −72  | Descenso a Regional Preferente                           |

 Fuente: Resultados Fútbol

## Tabla de resultados cruzados
| Local \ Visitante      | AGO | ALF | ANG | ARN | ARV | AVI | BER | CAL | CAS | CEN | HAR | LCA | OYO | RAP | VAR | YAG |
| ---------------------- | --- | --- | --- | --- | --- | --- | --- | --- | --- | --- | --- | --- | --- | --- | --- | --- |
| C. D. Agoncillo        | —   | 0–1 | 0–3 | 0–3 | 0–1 | 1–0 | 1–1 | 1–2 | 1–0 | 2–0 | 1–1 | 0–1 | 1–2 | 2–1 | 1–0 | 3–2 |
| C. D. Alfaro           | 2–2 | —   | 2–2 | 2–4 | 2–0 | 3–0 | 1–0 | 3–1 | 1–0 | 3–0 | 5–1 | 2–1 | 1–2 | 3–2 | 1–1 | 2–0 |
| C. D. Anguiano         | 0–1 | 3–0 | —   | 2–2 | 4–0 | 3–1 | 2–1 | 3–2 | 1–1 | 4–0 | 1–0 | 0–1 | 3–1 | 3–0 | 1–2 | 4–0 |
| C. D. Arnedo           | 0–0 | 2–1 | 1–0 | —   | 2–1 | 3–3 | 0–0 | 1–0 | 3–1 | 5–0 | 1–1 | 1–0 | 1–0 | 5–0 | 2–2 | 0–0 |
| Atlético River Ebro    | 3–1 | 2–0 | 0–1 | 0–2 | —   | 1–2 | 0–0 | 0–1 | 1–2 | 2–0 | 0–0 | 2–0 | 0–2 | 4–0 | 1–2 | 1–0 |
| Atlético Vianés        | 1–1 | 1–3 | 1–4 | 1–2 | 3–1 | —   | 2–0 | 2–2 | 2–4 | 3–0 | 1–0 | 0–0 | 0–2 | 4–0 | 2–2 | 2–0 |
| C. D. Berceo           | 0–1 | 0–4 | 0–1 | 2–3 | 4–1 | 4–0 | —   | 0–5 | 0–1 | 2–1 | 2–0 | 1–2 | 1–2 | 0–2 | 2–3 | 3–4 |
| C. D. Calahorra "B"    | 3–2 | 0–1 | 2–3 | 1–3 | 4–2 | 2–2 | 0–1 | —   | 1–1 | 3–0 | 4–1 | 1–2 | 3–1 | 7–0 | 2–0 | 3–0 |
| Casalarreina C. F.     | 2–0 | 0–1 | 0–0 | 2–2 | 3–4 | 5–2 | 2–1 | 3–1 | —   | 4–1 | 1–0 | 1–3 | 1–1 | 5–1 | 2–0 | 2–0 |
| C. D. Cenicero         | 1–3 | 1–5 | 0–5 | 0–1 | 0–0 | 1–4 | 0–3 | 0–3 | 1–2 | —   | 0–0 | 0–1 | 0–4 | 1–2 | 0–1 | 0–3 |
| C. Haro Deportivo      | 3–2 | 2–2 | 0–0 | 2–3 | 4–0 | 1–0 | 0–2 | 0–0 | 1–0 | 5–0 | —   | 1–0 | 0–1 | 7–0 | 1–2 | 1–0 |
| C. D. F. C. La Calzada | 1–0 | 3–4 | 1–1 | 1–0 | 1–0 | 3–0 | 1–1 | 2–0 | 0–1 | 4–0 | 2–0 | —   | 0–1 | 3–0 | 0–1 | 1–0 |
| S. D. Oyonesa          | 0–1 | 0–1 | 0–2 | 0–2 | 1–0 | 4–0 | 2–0 | 3–0 | 1–2 | 1–0 | 0–4 | 1–2 | —   | 2–0 | 2–3 | 0–0 |
| C. F. Rápid            | 3–0 | 0–3 | 0–2 | 1–4 | 2–4 | 0–0 | 1–4 | 1–3 | 2–4 | 0–1 | 1–1 | 0–3 | 1–1 | —   | 0–5 | 1–1 |
| C. D. Varea            | 4–0 | 0–3 | 2–2 | 2–1 | 3–2 | 2–1 | 4–3 | 0–0 | 0–0 | 5–1 | 2–0 | 2–2 | 1–0 | 5–0 | —   | 2–2 |
| Yagüe C. F.            | 0–0 | 0–3 | 1–1 | 0–3 | 2–3 | 3–2 | 1–2 | 6–2 | 2–3 | 2–1 | 1–0 | 2–2 | 3–2 | 1–3 | 2–1 | —   |

### Máximos goleadores
| Pos. | Jugador        | Equipo              | Goles |
| ---- | -------------- | ------------------- | ----- |
| 1º   | Rubén Pérez    | C. D. Varea         | 19    |
| 2º   | Alberto Baztan | Casalarreina C. F.  | 17    |
| 3º   | Aitor Lora     | Atlético River Ebro | 14    |
| 4º   | Isaac Manjón   | C. D. Arnedo        | 13    |
| -    | Xabi Sola      | C. D. Calahorra "B" | 13    |

## Play Off de Ascenso a Segunda División RFEF
La fase autonómica se disputó en Haro, en el Estadio Municipal de Deportes El Mazo. Las semifinales se jugaron el 7 y 8 de mayo y la final, el día 15 de mayo.
Equipos clasificados
- 4 equipos

| Pos. | Grupo XVI          |
| ---- | ------------------ |
| 2.°  | C. D. Alfaro       |
| 3.°  | C. D. Anguiano     |
| 4.°  | C. D. Varea        |
| 5.°  | Casalarreina C. F. |

|  | Semifinales                         | Semifinales                         |             |              | Final              | Final              |  |
|  | 7 de mayo de 2022 8 de mayo de 2022 | 7 de mayo de 2022 8 de mayo de 2022 |             |              | 15 de mayo de 2022 | 15 de mayo de 2022 |  |
|  |                                     |                                     |             |              |                    |                    |  |
|  |                                     |                                     |             |              |                    |                    |  |
|  | C. D. Alfaro                        | 3                                   |             |              |                    |                    |  |
|  | C. D. Alfaro                        | 3                                   |             |              |                    |                    |  |
|  | Casalarreina C. F.                  | 0                                   |             |              |                    |                    |  |
|  | Casalarreina C. F.                  | 0                                   |             | C. D. Alfaro | 1                  |                    |  |
|  |                                     |                                     |             | C. D. Alfaro | 1                  |                    |  |
|  |                                     |                                     | C. D. Varea | 0            |                    |                    |  |
|  | C. D. Anguiano                      | 1                                   | C. D. Varea | 0            |                    |                    |  |
|  | C. D. Anguiano                      | 1                                   |             |              |                    |                    |  |
|  | C. D. Varea                         | 2                                   |             |              |                    |                    |  |
|  | C. D. Varea                         | 2                                   |             |              |                    |                    |  |
|  |                                     |                                     |             |              |                    |                    |  |

| Clasificado para la Fase Nacional de la Promoción de ascenso a Segunda División RFEF |

| C. D. Alfaro |

## Clasificados a la Copa del Rey
| Bandera de La Rioja (España) | Bandera de La Rioja (España) |
| C. D. Arnedo                 | C. D. Alfaro                 |
| 1.º Grupo                    | 2.º Grupo                    |
| ---------------------------- | ---------------------------- |